# Nasreddine Degga
Nasreddine Degga est un artiste, humoriste et imitateur algérien, né le 8 janvier 1961 à  casbah  Alger. 
Il s'est fait connaître dans les années 1984 grâce à des titres comme Les 26 milliards ou El L'ham li oualeftou dans lequel il revisite le classique chaâbi de El-Hadj Mohamed El Anka El H'mam
Il est le frère de l'acteur algérien Aziz Degga.